# Empty
«Empty» es un sencillo de la banda de rock alternativo Garbage lanzado el 20 de abril de 2016 a través de su sello independiente STUNVOLUME. Fue publicado como el principal sencillo para promocionar el sexto álbum de estudio de la agrupación.

## Videoclip
El video promocional de "Empty" estuvo a cargo de Samuel Bayer, quien también se encargó de dirigir los primeros videos musicales de Garbage de su álbum debut homónimo. En el video aparece la banda tocando en una habitación con varios efectos lumínicos de colores así como también la presencia de confeti en algunas escenas. Existen algunas partes donde la cámara gira en torno a Shirley Manson y a otros miembros de la banda.

## Posicionamiento
| Listas (2016)                        | Posición más alta |
| ------------------------------------ | ----------------- |
| Estados Unidos (Alternative Airplay) | 39                |